# Vlag van Helmond

Vlag van de gemeente Helmond

Vlag van de gemeente Helmond (1959-2004)

De vlag van Helmond is op 3 februari 2004 vastgesteld als de gemeentelijke vlag van de Noord-Brabantse gemeente Helmond. Deze verving de voorgaande vlag, die het gemeentebestuur nietszeggend en onvoldoende herkenbaar vond. De beschrijving van de vlag luidt als volgt:
Twee verticale vlakken in rood en wit van gelijke lengte, met op de scheiding een naar links gerichte helm over het geheel, alles van het een in het ander.
De vlag is afgeleid van het oudst bekende wapen van de stad, waarvan een afbeelding in een zestiende-eeuws manuscript bewaard is gebleven. Het ontwerp was van W.A. van Ham en was gebaseerd op een rapport van de Noord-Brabantse Commissie voor Wapen- en Vlaggenkunde die door de gemeente Helmond om advies was gevraagd.

## Voorgaande vlag
De voorgaande vlag werd aangenomen op 2 juni 1959 en kon als volgt worden beschreven:
Twee verticale banen van gelijke lengte van wit en rood.
De kleuren waren ontleend aan het gemeentewapen.

## Verwant symbool

Het wapen van Helmond